# Mademoiselle Populaire
Mademoiselle Populaire (Originaltitel: Populaire) ist eine französische Filmkomödie des Regisseurs Régis Roinsard aus dem Jahr 2012, die am 11. April 2013 in die deutschen Kinos kam.

## Handlung
Rose Pamphyle verlässt gegen den Willen ihres Vaters ihre Kleinstadt und bewirbt sich bei Versicherungsvertreter Louis Échard als Sekretärin. Zwar will er sie zunächst ohne Schreibprobe gehen lassen, doch überzeugt sie ihn mit ihren Fertigkeiten an der Schreibmaschine: Obwohl sie nur mit zwei Fingern tippt, kann sie unglaublich schnell schreiben. Louis stellt sie für eine Woche zur Probe ein. Rose ist glücklich, kann jedoch kaum mehr als Maschinenschreiben. Sie ist tollpatschig und besitzt gegenüber Kunden kein Feingefühl. Louis will sie nach Ende der Woche nicht weiterbeschäftigen, macht ihr jedoch ein Angebot: Sie nimmt an der Regionalmeisterschaft im Maschinenschreiben 1958 teil. Gewinnt sie, stellt er sie ein. Im Vorfeld wettet Louis zudem mit seinem besten Freund Bob Taylor über Roses Chancen. Rose jedoch scheitert beim Wettbewerb, weil sie mit zwei Fingern nicht schnell genug ist.
Rose packt bereits ihre Sachen, als Louis ihr ein neues Angebot macht. Sie soll einen zweiten Versuch wagen, jedoch mit besseren Voraussetzungen. Er will sie für die nächste Regionalmeisterschaft trainieren. Dazu zieht sie bei ihm ein. Sie erlernt mühsam das Zehn-Finger-Schreiben und schreibt in den Folgemonaten zahlreiche Bücher ab. Parallel dazu nimmt sie Klavierunterricht bei Louis’ früherer großer Liebe Marie, die nun mit Bob verheiratet ist. Außerdem betätigt sich Rose sportlich. Bei der Regionalmeisterschaft 1959 gewinnt Rose mit 491 Anschlägen pro Minute und ist nun Meisterin der Basse-Normandie. Sie wird populär, zunächst in der Region, und Louis muss erkennen, dass sie auch für Männer attraktiv ist. Sein nächstes Ziel ist die französische Meisterschaft, für die Rose zu üben beginnt. Dennoch fühlt sie sich von Louis zunehmend ausgenutzt, wettet er doch immer wieder mit Bob über ihr Abschneiden. Sie bekommt das Gefühl, dass es ihm nicht um den Wettbewerb und sie, sondern nur um ihn selbst geht. Als Rose von Louis zum Geburtstag eine Holzabdeckung für die Schreibmaschinentastatur erhält, durch die sie blind schreiben lernen kann, reagiert sie verletzt. Marie macht Louis klar, dass Rose in ihn verliebt ist. Er lehnt jede Beziehung ab, befürchtet er doch, Rose vom Wettbewerb abzulenken.
Kurz vor Weihnachten legt Louis im Trainingsprogramm eine Pause ein. Er wird mit seiner Familie feiern und schickt auch Rose nach Hause. Ihr Vater jedoch hat andere Pläne und so steht Rose abends vor Maries Tür. Die bringt Rose kurzerhand zu Louis und stellt sie dessen Eltern als seine Verlobte vor. Louis spielt das Spiel mit und hat mit Rose eine schöne Zeit. Auch Louis’ Eltern sind von Rose angetan. Bald darauf steht die Meisterschaft in Paris an. Am Abend vor der Entscheidung verführt Rose Louis, dessen Bedenken sie mit dem Hinweis abtut, dass er nicht der erste Mann in ihrem Leben ist. Bei der Meisterschaft schafft es Rose bis ins Finale, wo sie gegen die amtierende Meisterin antritt und am Ende dieselbe Anschlagzahl vorweisen kann. Es kommt zu einem fünfminütigen Zusatzfinale, das Rose mit Wut im Bauch für sich entscheidet: Louis hatte ihr kurz vor Beginn mitgeteilt, dass sie schon in den Proben weit höhere Anschlagzahlen als die Siegerin hatte und er ihr dies nur nie gesagt hat.
Als französische Meisterin steht Rose nun vor der Weltmeisterschaft in New York City. Sie gesteht Louis, dass sie ihn liebt, doch er behauptet, nur mit ihr geschlafen zu haben, weil es dem Wettbewerb dienlich war. Auch liebe er sie nicht. Rose nimmt daraufhin notgedrungen ein Angebot des Schreibmaschinenproduzenten Japy an. Sie wird nun trainiert und als Werbegesicht der Marke aufgebaut. Sie erscheint im Fernsehen und auf Zeitschriftencovern, gibt Autogrammstunden und zeigt sich auf Werbeveranstaltungen der Firma. Für sie entwickelt Japy die rosafarbene Schreibmaschine Populaire, mit der sie sich schließlich auf die Weltmeisterschaft vorbereitet. Die kleinere Schreibmaschine bereitet ihr Schwierigkeiten. Dennoch gelingt es ihr bei der Weltmeisterschaft, ins Finale zu kommen und in Finalrunde 1 gegen die amtierende Weltmeisterin Susan Hunter zu gewinnen. Louis hat unterdessen erkannt, dass er Rose liebt, und ist mit Bob zur Weltmeisterschaft gereist. Er kommt in den Saal, als Rose gerade Runde 2 verliert. Vor der entscheidenden Runde 3 verschwindet Rose hinter der Bühne. Louis geht zu ihr und gesteht ihr, dass er sie liebt. Dies gibt ihr neuen Schwung für die letzte Runde, die sie nun gegen den Willen der Vertreter von Japy auf ihrer alten Schreibmaschine bestreitet. Obwohl sie kurz pausieren muss, um verhakte Typen zu lösen, gewinnt sie die Weltmeisterschaft mit 515 Anschlägen pro Minute und damit neuem Weltrekord. Dies jedoch bemerkt sie nur am Rande, da Louis nach Ende der Runde auf die Bühne gekommen ist und sich beide lange küssen.

## Produktion
Mademoiselle Populaire wurde unter anderem in Bacilly (Roses Heimat mit dem Laden ihres Vaters) und in Paris gedreht. Die Kostüme schuf Charlotte David, die Filmbauten stammen von Sylvie Olivé. Es war der erste Langspielfilm von Regisseur Régis Roinsard.
Nach verschiedenen Festivalaufführungen lief der Film am 28. November 2012 in den französischen Kinos an, wo er von rund 1.167.000 Zuschauern gesehen wurde. In Deutschland kam der Film am 11. April 2013 in die Kinos und erschien im August 2013 auf DVD.

## Synchronisation
| Rolle                  | Darsteller       | Synchronsprecher  |
| ---------------------- | ---------------- | ----------------- |
| Louis Échard           | Romain Duris     | Norman Matt       |
| Rose Pamphyle          | Déborah François | Kaya Marie Möller |
| Bob Taylor             | Shaun Benson     | Markus Pfeiffer   |
| Marie Taylor           | Bérénice Bejo    | Melanie Hinze     |
| Annie Leprince-Ringuet | Mélanie Bernier  | Ranja Bonalana    |
| Gilbert Japy           | Nicolas Bedos    | Marcus Off        |
| Madeleine Échard       | Miou-Miou        | Anita Lochner     |
| Georges Échard         | Eddy Mitchell    | Christian Rode    |
| Jean Pamphyle          | Frédéric Pierrot | Axel Lutter       |
| Susan Hunter           | Sara Haskell     | Antje von der Ahe |

## Kritik
Der film-dienst befand, dass Mademoiselle Populaire „einiges an erzählerischer Substanz [besitzt], auch wenn er diese nur beschwingt anreißt, anstatt sie in ihrer Komplexität auszuloten.“
Für Cinema handelte es sich bei Mademoiselle Populaire um ein „kleines Juwel für Kino-Nostalgiker“.

„Mademoiselle Populaire ist zwar eine aktuelle Kino-Produktion aus Frankreich, doch wirkt Régis Roinsards Liebes- und Gesellschaftsdramödie wie aus unserer Zeit gefallen. Es ist, als ob der Film wirklich den späten Fünfzigern entstamme.“

## Auszeichnungen
Mademoiselle Populaire wurde 2013 für fünf Césars nominiert: in den Kategorien Beste Kamera (Guillaume Schiffman), Beste Filmmusik (Emmanuel d’Orlando und Robin Coudert), Bestes Szenenbild (Sylvie Olivé), Beste Kostüme (Charlotte David) und Bestes Erstlingswerk (Régis Roinsard). Auf dem San Francisco International Film Festival erhielt der Film 2013 den Publikumspreis.